# Механизм для скоросшивателя
Механизм для скоросшивателя, также полоски-скоросшиватели (нем. Heftstreifen) — металлическое приспособление для сшивания отдельных документов на картонной или пластиковой подложке с дополнительным рядом перфорации. Сшитые таким образом документы можно хранить отдельно или в папках-регистраторах.
Промышленный образец был зарегистрирован 8 июля 1938 года Георгом Генрихом Лауфером из Франкфурта на Майне под номером 1440592. 15 октября 1941 года право на промышленный образец приобрело предприятие Dulli Bürotechnik. Впоследствии долгие годы сами полоски часто называли «Дулли».